# USA:s damlandslag i ishockey
USA:s damlandslag i ishockey (engelska: United States women's national ice hockey team) representerar USA i ishockey på damsidan, och spelade sina första damlandskamper i april 1987 under en internationell turnering i Kanada. USA är tillsammans med Kanada världens framgångsrikaste damlandslag.
USA blev olympiska mästarinnor 1998, då ishockey spelades för första gången på både herr- och damsidan, efter finalseger mot Kanada, som tidigare slog USA i 4 VM-finaler i rad och senare i ytterligare en olympisk final (2002) och 4 VM-finaler i rad, innan USA blev världsmästarinnor 2005 efter finalseger mot Kanada, vilket också var första gången Kanada inte vann VM. Året därpå vann USA olympiskt brons i Turin efter förlust mot blivande finalisterna Sverige i semifinalen och sedan vinst mot Finland i matchen om tredjepris, men har därutöver aldrig förlorat mot något annat landslag än Kanada i ett globalt mästerskap (utom i en gruppspelsmatch i Kina-VM 2008 där Finland vann mot USA genom sudden death men där USA ändå blev världsmästarinnor). USA var också tillsammans med Kanada, exklusive förlusten mot Sverige i semifinalen 2006, de enda två landslagen som har nått final i globala mästerskap, före 2019 då Kanada missade sin första VM-final någonsin efter att ha förlorat semifinalen mot värdlandet Finland, som dock i sin tur förlorade mot USA i finalen. Kanada vann dock brons efter vinst mot Ryssland i bronsmatchen.

## Profiler
- Julie Chu
- Natalie Darwitz
- Cammi Granato
- Shelley Looney
- Angela Ruggiero
- Krissy Wendell